# Barham Salih
Barham Ahmed Salih em curdo:  بەرھەم ئەحمەد ساڵح; em árabe: برهم أحمد صالح; (Suleimânia, 12 de julho de 1960) é um político iraquiano que serviu como o oitavo presidente do Iraque desde 2018.  Foi primeiro ministro da região do Curdistão de 2001 até 2004 e de 2009 até 2012, e foi vice-primeiro ministro do governo federal iraquiano de 2006 até 2008. Foi eleito e assumiu o cargo de Presidente do Iraque em 2 de outubro de 2018.

## Biografia
Barham Salih nasceu em 1960 em Suleimânia. Foi preso duas vezes em 1979 pelo regime Ba'athist, sob a acusação de envolvimento no movimento nacional curdo, onde tirou algumas fotos de manifestantes na cidade de Suleimânia. Passou 43 dias detido em uma prisão da Comissão Especial de Investigação em Kirkuk, onde foi torturado. Uma vez libertado, ele terminou o ensino médio e trocou o Iraque pelo Reino Unido, para fugir de perseguições contínuas.
Barham Salih é casado com Sarbagh Salih, chefe e fundadora da Fundação Botânica Curda, e ativista dos direitos das mulheres. O casal tem dois filhos.

## Carreira

### Primeiro Ministro do Governo da Região do Curdistão
Barham Salih liderou a '''Lista do Curdistão''' nas eleições legislativas de 2009 no Curdistão iraquiano. A lista conquistou 59 dos 111 assentos. Sendo assim, Salih sucedeu Nechervan Idris Barzani como primeiro ministro do governo regional do Curdistão. Seu mandato foi marcado por um período de turbulência com o surgimento de uma oposição, o Movimento pela Mudança, enquanto seu próprio partido lutava para permanecer unido após perder o governo da cidade de Suleimânia.
O governo Salih sobreviveu à primeira moção de desconfiança realizada no Curdistão iraquiano após os protestos curdos de 2011 no Iraque.
Em seu governo, assinou o primeiro grande contrato de exploração de petróleo com a Exxon Mobil, depois de redigir e alterar uma nova lei do petróleo. Renunciou ao cargo de primeiro-ministro em 5 de abril de 2012, como parte de um acordo político entre a coalizão governista KDP-PUK.

### Ida para a oposição
Em setembro de 2017, Salih anunciou que estava deixando o PUK e formando um novo partido de oposição, a Coalizão para Democracia e Justiça, para competir nas próximas eleições no Curdistão iraquiano. Após a morte do líder do PUK, Jalal Talabani, e do líder da oposição curda, Nawshirwan Mustafa, a aliança teve o potencial de mudar o cenário político curdo. Ele disse que esperava reunir todos os outros partidos da oposição, incluindo Gorran e Komal, para desafiar a aliança governista KDP –PUK.

### Presidente do Iraque
Em 2 de outubro de 2018, Barham Salih foi eleito como 8º Presidente do Iraque.  Recebeu 219 votos do Conselho de Representantes, derrotando o governista Fuad Hussein, que garantiu 22 votos.